# Windsor Castle (Schiff, 1690)
Die Windsor Castle war ein 90-Kanonen-Linienschiff 2. Ranges der englischen Marine, das 1679 vom Stapel lief und 1693 auf den Goodwin Sands (Straße von Dover) Schiffbruch erlitt.

## Geschichte

### Entwicklungsgeschichte und Bau
In Folge des Englisch-Niederländischen Krieges bzw. des Niederländisch-Französischen Krieges, in den 1670er Jahren, kam es zu einer starken Vergrößerung der niederländischen und französischen Marine. Daher wurde bei den Verantwortlichen in England die Gefahr gesehen, dass die Royal Navy zu einer minderbedeutenden Seemacht absteigen könnte. Durch den Secretary to the Admiralty Commission Samuel Pepys wurde daher im April 1675 ein Bauprogramm über 40 Schiffe in das englische Parlament eingebracht. Nach Änderungen, unter anderem Reduzierung auf 30 Schiffen, darunter neun 90-Kanonen-Schiffen, wurde das Flottenbauprogramm am 5. März 1677 gebilligt.
Die Abmessungen der Windsor Castle waren durch die Admiralität vorgegeben, aber die Bauausführung oblag dem Schiffbaumeister Thomas Shish. Das Schiff wurde nach seiner Bestellung durch diesen auf der Marinewerft in Woolwich (London) auf Kiel gelegt. Nach seinem Stapellauf am 4. März 1679 wurde das Schiff nicht ausgerüstet und in Dienst gestellt, sondern stattdessen aufgelegt. Dies war notwendig, da der Unterhalt und die Bemannung dieser großen Kriegsschiffe in Friedenszeiten zu viele Ressourcen der Marine gebunden hätte.
Entsprechende Gegenstücke anderer Marinen waren etwa die französische Foudroyant (Stapellauf 1691, 90 Kanonen, 51,00 m × 14,29 m × 6,50 m) oder die spanische Nuestra Señora de la Concepción y de las Ánimas (Stapellauf 1687, 90 Kanonen, 46,42 m × 12,92 m × 5,85 m).

### Einsatzgeschichte
In Rahmen der Glorious Revolution in England 1688/89 wurde der katholische König Jakob II. abgesetzt und die englische Krone an dessen Tochter Maria und deren Ehemann Wilhelm III. von Oranien übergeben. Dies bedeutete, dass England im Rahmen des Pfälzischen Erbfolgekrieges zusammen mit den Niederlanden gegen Frankreich unter Ludwig XIV. mobil machte. In dieser Situation wurde auch die Windsor Castle ausgerüstet.
Die Indienststellung der Windsor Castle erfolgte im ersten Halfjahr 1690 unter dem Kommando von Captain George Churchill. Sie war anschließend im Juni 1690 als Teil der Red Squadron an der Seeschlacht von Beachy Head beteiligt. 1692 wechselte das Kommando zu Peregrine Osborne, unter welchem sie als Teil der Blue Squadron an den Seeschlachten von Barfleur und La Hougue teilnahm.
Im Folgejahr wurde das Schiff durch die Captains John Munden und Daniel Jones geführt. Unter Letzterem lief die Windsor Castle am 28. April 1693 am Nordeingang der Straße von Dover auf eine Kette von Sandbänken (Goodwin Sands) und erlitt Schiffbruch.

## Technische Beschreibung

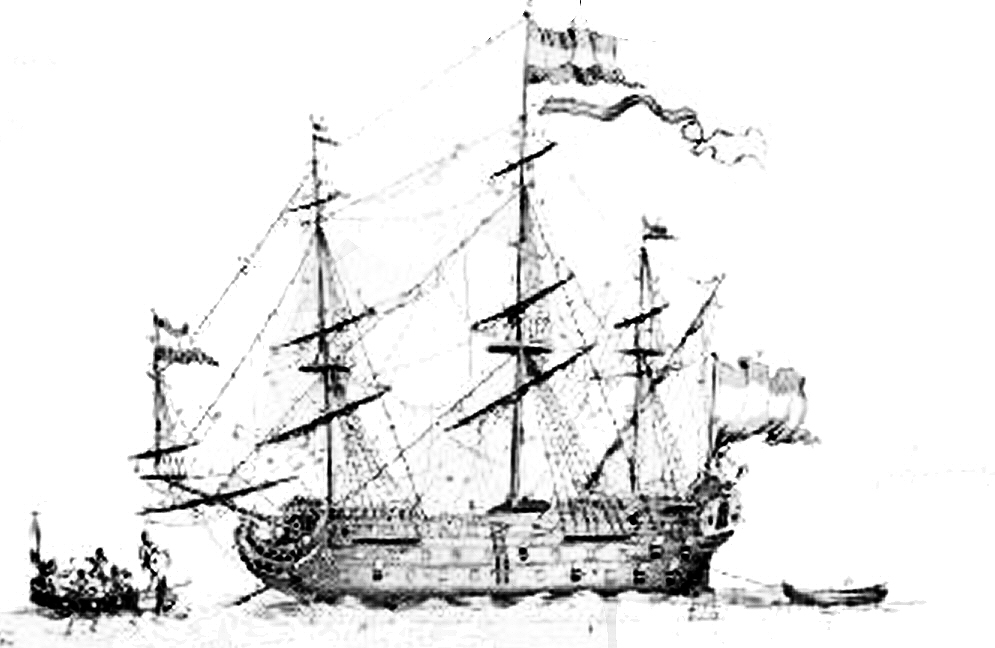
Zeichnung der Coronation, aus dem gleichen Bauprogramm

Die Windsor Castle war als Batterieschiff mit drei durchgehenden Geschützdecks konzipiert und hatte eine Länge von 49,38 Metern (Geschützdeck) bzw. 38,31 Metern (Kiel), eine Breite von 13,61 Meter und einen Tiefgang von 5,58 Metern bei einer Vermessung von 1325 88⁄94 tons (bm). Sie war ein Rahsegler mit drei Masten (Fockmast, Großmast und Kreuzmast). Lediglich am Kreuzmast befand sich auf der untersten Position (Unterbesansegel) ein Lateinersegel. Auf der Spitze des Bugspriets waren zudem noch eine Mars und ein weiterer kleiner Mast, der Sprietmast, angebracht, an dem ebenfalls noch ein kleines Rahsegel gesetzt werden konnte.
Der Rumpf schloss im Heckbereich mit einem Heckspiegel, in den Galerien integriert waren, die in die seitlich angebrachten Seitengalerien mündeten. Diese waren aus Repräsentationsgründen durch zeitspezifische Schnitzereien und Bildhauerarbeiten geschmückt. An der obersten Position des Heckspiegels befanden sich traditionell bis zu drei Hecklaternen. Die Beplankung des Schiffes war kraweel ausgeführt, das heißt, die Enden der Planken stießen stumpf aufeinander, sodass eine glatte Außenfläche entstand.
Die Bewaffnung bestand aus 90 Kanonen.
|        | Unteres Batteriedeck | Mittleres Batteriedeck | Oberes Batteriedeck | Backdeck | Achterdeck | Poopdeck      | Kanonen (Geschossgewicht) |
| ------ | -------------------- | ---------------------- | ------------------- | -------- | ---------- | ------------- | ------------------------- |
| Design | 26 × Demi-Cannon     | 26 × Culverin          | 26 × Saker          | –        | 10 × Saker | 2 × 3-Pfünder | 90 Kanonen (341,03 kg)    |

## Besatzung
Die Besatzung hatte eine Stärke von 660 Mann (Offiziere und Unteroffiziere bzw. Mannschaften).

## Bemerkungen
1. ↑  Bei der Berechnung des Gewichtes einer Breitseite kann es zu Unterschieden kommen, da in der damaligen Zeit ein Pfund, je nach Land, unterschiedliche Gewichtswerte hatte. Das französische Livre hatte z. B. ein Gewicht von 489,506 Gramm, während das englische Pound ein Gewicht von 453,592 Gramm hatte.